# São Gregório (Caldas da Rainha)
São Gregório is een plaats (freguesia) in de Portugese gemeente Caldas da Rainha en telt 907 inwoners (2001).